# 阿給努匝
阿給努匝（鄒語：Ak'e ngutsa/Ak'e ngʉca/Ak'enguca），是台灣鄒族神話中的雷雨之神:243。

## 職責與形象
阿給努匝是為妮芙努創造的自然神之一，祂住在天上，掌管著雷電和降雨的時間、地點和數量，打雷（Moihotsu）是祂的咆嘯、閃電是祂的眼光、雨後的彩虹（Hioju）則是祂的頭飾，如果雷鳴時有樹靈或岩靈不順從祂，祂就會降下雷擊，造成落雷。
在之後，阿給努匝也被衍伸為「打雷」的意思，有時會被跟漢人的雷公混為一談。
另外，癩蛤蟆是阿給努匝的寵物，任何人都不得侵犯。

## 神話
據說過去有兩個孩子在父母的田裡找到一隻癩蛤蟆，不知道禁忌的他們把癩蛤蟆抓來當球扔，惹怒了阿給努匝，就從天上降下一口大鍋子把兩個孩子罩住，就算他們的父母想要去打開鍋子，但一碰到就被彈開。接著阿給努匝又降下落下一堆土把鍋子掩埋，再也無法救出那兩個孩子。
而掩埋鍋子而堆起的山峰，稱做尼亞努匝（nia ngxca，原在天上而落在地上之意）。